# فری‌استایل (رپ)
فری‌استایل (به انگلیسی: Freestyle) نوعی بداهه‌خوانی است که در آن اشعار با یا بدون ابزار بیت، بی هیچ ساختار و هدف بخصوصی خوانده می‌شوند. این موضوع شباهت‌هایی با دیگر سبک‌های بداهه‌خوانی همچون در موسیقی جاز دارد.